# Селк (кратер)
Селк (лат. Selk) — 90-километровый ударный кратер на самом большом спутнике Сатурна — Титане. Является пятым по величине (на апрель 2015 года) известным ударным кратером на Титане.

## География и геология
Находится неподалёку от экватора. Координаты центра — 7° с. ш. 199° з. д. / 7° с. ш. 199° з. д.. Расположен между несколькими местностями — на северо-востоке от него находится светлая местность Дильмун, на юго-западе светлая местность Адири, а на юго-востоке — тёмная местность Шангри-Ла. На севере от него находится 115-километровый ударный кратер Афекан.
Наблюдения Титана, произведенные с помощью инструмента VIMS аппарата «Кассини» показали, что Селк является геологически молодым, с яркими стенками (ободами), ударным кратером, находящимся в 800 км к северо-северо-западу от места посадки спускаемого аппарата Гюйгенс. Диаметр кратера составляет 90 км. Дно кратера составляет приблизительно 60 км в диаметре, а его центральный пик — 20−30 км. Соотношение размеров центрального пика к диаметру кратера приблизительно равно соотношению в кратерах на Ганимеде и Каллисто, где все кратеры имеют центральные пики. Поверхность кратера была подвержена релаксации после удара или изменениям под воздействием протекающих метановых рек.
Космический аппарат «Кассини», находившийся на орбите Сатурна с 2004г. по 2017г., исследовал поверхность Титана, когда сближался с ним, благодаря этому удалось подтвердить наличие на его поверхности десяти крупных кратеров  
Плотная атмосфера Титана из азота препятствует образованию кратера диаметром меньше 20 км, потому что метеорит во время падения успевает сгореть в атмосфере, так и не достигнув поверхности. В 2007 году было заявлено, что в течение следующих семи лет «Кассини» будет проводить радиолокацию поверхности Титана, и выражена надежда на обнаружение новых кратеров в связи с картографированием около 50 % его поверхности.

## Эпоним
Кратер назван именем Селк — египетской богини знаний, письменности, образования и рептилий. Это название было утверждено Международным астрономическим союзом в 2008 году.